# NGC 5130
NGC 5130 (również PGC 46866) – galaktyka soczewkowata (S0), znajdująca się w gwiazdozbiorze Panny. Odkrył ją w 1886 roku Ormond Stone.